# Matriu esglaonada
En àlgebra lineal, una matriu està en forma esglaonada si té la forma que resulta del mètode de reducció de Gauss. Forma esglaonada per files significa que l'eliminació gaussiana ha operat sobre les files, mentre que forma esglaonada per columnes vol dir que l'eliminació gaussiana ha operat sobre les columnes. En altres paraules, una matriu està en forma esglaonada per columnes si la seva transposada està en forma esglaonada per files. Per aquest motiu, en aquest article només considerarem matrius en forma esglaonada per files; les propietats mencionades per matrius esglaonades per columnes es poden deduir fàcilment, tot transposant les matrius involucrades.
Més específicament, una matriu està en forma esglaonada per files si
- Totes les files no-nul·les (files amb almenys un element no nul) estan per sobre de totes les files nul·les (és a dir, les files amb tots els elements a 0, si n'hi ha, estan a la part inferior de la matriu).
- El coeficient principal (la primera entrada diferent a 0 des de l'esquerra, també anomenada pivot) d'una fila no-nul·la està estrictament a la dreta del coeficient principal de la fila immediatament superior.
- (Com a conseqüència de les dues condicions anteriors) Totes les entrades d'una columna per sota d'una entrada principal són iguals a 0.[1]

Alguns textos afegeixen la condició que el coeficient principal de qualsevol fila no-nul·la ha de ser igual a 1.
Aquest és un exemple d'una matriu 3×5 matrix en forma esglaonada per files:
{\displaystyle \left[{\begin{array}{ccccc}1&a_{0}&a_{1}&a_{2}&a_{3}\\0&0&2&a_{4}&a_{5}\\0&0&0&1&a_{6}\end{array}}\right]}

## Forma esglaonada per files reduïda
Una matriu està en forma esglaonada per files reduïda (també anomenada forma canònica per files) si satisfà les següents condicions. La forma esglaonada per files reduïda d'una matriu pot calcular-se mitjançant eliminació gaussiana. Tot i això, i contràriament a la forma esglaonada per files, la forma esglaonada per files reduïda d'una matriu és única, i no depèn de l'algorisme que s'hagi emprat per calcular-la.
- Totes les files no-nul·les estan per sobre de totes les files nul·les.
- El coeficient principal d'una fila no-nul·la està sempre estrictament a la dreta del coeficient principal de la fila immediatament superior.
- Tot coeficient principal és igual a 1, i és l'única entrada no-nul·la de la columna.[3]

Una matriu en forma esglaonada per files reduïda satisfà totes les condicions de la forma esglaonada per files, i hi afegeix condicions addicionals.
Aquest és un exemple d'una matriu en forma esglaonada per files reduïda:
{\displaystyle \left[{\begin{array}{ccccc}1&0&0&0&b_{1}\\0&1&0&0&b_{2}\\0&0&0&1&b_{3}\end{array}}\right]}
Notem que el fet que una matriu tingui aquesta forma no significa que la part de l'esquerra sigui una matriu identitat. Per exemple, la següent matriu també està en forma esglaonada per files reduïda:
{\displaystyle \left[{\begin{array}{cccccc}1&0&0&1/2&0&b_{1}\\0&0&1&-1/3&0&b_{2}\\0&0&0&0&1&b_{3}\end{array}}\right]}
Per matrius a coeficients enters, la forma normal d'Hermite és una forma esglaonada per files que es pot calcular emprant la divisió euclidiana i que no usa cap nombre racional ni cap denominador. D'altra banda, la forma esglaonada reduïda d'una matriu a coeficients enters té, en general, entrades no enteres.

## Transformació en forma esglaonada per files
Mitjançant una seqüència finita d'operacions elementals per fila, anomenada eliminació gaussiana, hom pot transformar qualsevol matriu en la seva forma esglaonada per files. Com que les operacions elementals per fila preserven l'espai de files de la matriu, l'espai de files de la forma esglaonada per files és el mateix que el de la matriu original.
La forma esglaonada que s'obté no és única; per exemple, el producte d'un escalar per una forma esglaonada d'una matriu també és una matriu esglaonada de la mateixa matriu. Tot i això, tota matriu té una única forma esglaonada per files reduïda. Això significa que les files no-nul·les de la forma esglaonada per files reduïda configuren l'únic conjunt esglaonat per files que generen l'espai de files de la matriu original.

## Sistemes d'equacions lineals
Hom diu que un sistema d'equacions lineals està en forma esglaonada per files si la seva matriu augmentada està en forma esglaonada per files. De manera similar, hom diu que un sistema d'equacions està en forma esglaonada per files reduïda o en forma canònica si la seva matriu augmentada està en forma esglaonada per files reduïda.
Hom pot visualitzar la forma canònica com una solució explícita del sistema d'equacions. De fet, el sistema és incompatible si i només si alguna de les equacions de la forma canònica es redueix a 1 = 0.